# Bobbie Gentry
Bobbie Gentry (Woodland, 1942. július 27. –), háromszoros Grammy-díjas amerikai énekesnő, dalszerző.

## Pályafutása
Mississipi államban, a Chickasaw megyei Woodlandben született. 
A női előadók között az egyik első volt, aki saját dalokat komponált.
1967-ben lett nemzetközileg is ismert az Ode to Billie Joe című dalával. A szám négy hétig volt a Billboard Hot 100 toplista 1. helyén, és a harmadik helyen végzett a Billboard 1967-es éves listáján. 1968-ban Grammy-díjat kapott a legjobb új előadó és a legjobb női vokális előadó kategóriában.
Összesen tizenegy kislemeze volt a Billboard Hot 100-on, és négy kislemeze az Egyesült Királyság Top 40-es listáján.
„Fancy” című 1970-es albuma Grammy-jelölést kapott a legjobb női vokális teljesítmény kategóriájában.
A hetvenes évek végén már nem lépett fel, és lassan kivonult a zeneiparból.

## Stúdióalbumok
- 1967: Ode to Billie Joe
- 1968: The Delta Sweete
- 1968: Local Gentry aka „Sittin' Pretty”
- 1968: Bobbie Gentry & Glen Campbell
- 1970: Fancy
- 1971: Patchwork

## Díjak
- 1968: Grammy-díj a legjobb előadónak

## Filmek
- Bobbie Gentry az IMDb-n

## További információ
- Hivatalos oldal
- Bobbie Gentry az Internet Movie Database-ben (angolul)
- Bobbie Gentry a Rotten Tomatoeson (angolul)